# ويرانتو أريسموناندر
ويرانتو أريسموناندر (19 نوفمبر 1933 - 19 مايو 2021) أكاديمي إندونيسي. كان رئيسًا لمعهد التكنولوجيا في باندونغ (1978-1979 - 1988-1997). ووزير سابق للتعليم والثقافة في إندونيسيا.
توفي أريسموناندر في 19 مايو 2021 عن عمر يناهز 87 عامًا.